# Marc Licini Lucul (pretor 186 aC)
Marc Licini Lucul (llatí: Marcus Licinius Lucullus) va ser un magistrat romà del segle ii aC.
Va ser pretor peregrí l'any 186 aC quan es van descobrir les reunions d'homes i dones per organitzar les bacanals a Roma i tan gran va ser la confusió que va causar el seu descobriment que es van haver d'adoptar mesures serioses i un Senatconsult (de Bacchanalibus), i els pretors van haver de suspendre per trenta dies els processos judicials en curs.